# Oranjemund
Oranjemund (alemão para "Boca do Orange") é uma cidade de mineração de diamantes com 4.000 habitantes, situada na região de Karas, no extremo sudoeste da Namíbia, na margem norte da foz do rio Orange, na fronteira com a África do Sul.

## História
Toda a área ao longo da costa do Oceano Atlântico foi proclamada restrita (Sperrgebiet) em 1908 devido à ocorrência de diamantes aluviais. Desde então, a população geral ficou proibida de entrar. Em 1927, foram encontrados diamantes ao sul do rio Orange, na África do Sul. Hans Merensky e outros garimpeiros supunham que a costa norte do território do sudoeste da África também tivesse diamantes. Um ano depois, eles conduziram uma expedição de Lüderitz a 300 quilômetros (190 mi) até a boca do rio Orange. Encontraram ricos depósitos na margem norte do rio Orange e na costa norte adjacente e estabeleceram um acampamento de onde Oranjemund se desenvolveu.
Devido à Grande Depressão, a mineração de diamantes não foi retomada até 1935, e um ano depois as casas dos trabalhadores foram erguidas. Oranjemund foi oficialmente estabelecida em 1936. A produção, principalmente de diamantes de alta qualidade, manteve-se em torno de 2 milhões de quilates (400 kg) por ano desde o início da mina. A cidade era administrada pela Namdeb (anteriormente Consolidated Diamond Mines), agora uma subsidiária da De Beers. O acesso e o assentamento em Oranjemund eram restritos aos funcionários e seus parentes. Sua infra-estrutura é superior à de outras cidades no sul da Namíbia. Na segunda metade do século XX, Oranjemund apresentava um grande complexo recreativo com piscina, cinema, restaurantes e bares. A água ainda é fornecida gratuitamente e, até 2016, a eletricidade também.

### Transporte
O Aeroporto de Oranjemund conta com serviços operados pela Air Namibia que vão para Cidade do Cabo, Lüderitz, Walvis Bay e Windhoek. Há um posto fronteiriço para a África do Sul no extremo sul da ponte Ernest Oppenheimer mas apenas pessoas autorizadas podem atravessar a fronteira.

## Geografia
| Gráfico climático para Oranjemund        | Gráfico climático para Oranjemund | Gráfico climático para Oranjemund | Gráfico climático para Oranjemund | Gráfico climático para Oranjemund | Gráfico climático para Oranjemund | Gráfico climático para Oranjemund | Gráfico climático para Oranjemund | Gráfico climático para Oranjemund | Gráfico climático para Oranjemund | Gráfico climático para Oranjemund | Gráfico climático para Oranjemund |
| ---------------------------------------- | --------------------------------- | --------------------------------- | --------------------------------- | --------------------------------- | --------------------------------- | --------------------------------- | --------------------------------- | --------------------------------- | --------------------------------- | --------------------------------- | --------------------------------- |
| J                                        | F                                 | M                                 | A                                 | M                                 | J                                 | J                                 | A                                 | S                                 | O                                 | N                                 | D                                 |
| 1 24 15                                  | 3 23 15                           | 4 24 14                           | 3 23 13                           | 7 23 11                           | 7 21 10                           | 6 20 9                            | 7 20 9                            | 4 20 10                           | 4 21 11                           | 2 22 13                           | 2 23 14                           |
| Temperaturas em °C • Precipitações em mm |                                   |                                   |                                   |                                   |                                   |                                   |                                   |                                   |                                   |                                   |                                   |

### Clima
Oranjemund tem um clima deserto (BWk, de acordo com a classificação do clima Köppen), com temperaturas agradáveis ao longo do ano. A precipitação média anual é de 50 mm (2 pol).

## Política
Oranjemund é governada por um conselho que  tem sete assentos.
Em uma eleição eleitoral das autoridades locais de 2010, 2.221 eleitores registrados elegeram conselheiros das autoridades locais pela primeira vez em 16 de março de 2012. A SWAPO venceu as eleições e, desde 23 de março de 2012, Henry Edward Coetzee é o prefeito da cidade.